# Sciurus pucheranii
Sciurus pucheranii (Вивірка андська) — вид ссавців, гризунів родини Вивіркових (Sciuridae). 

## Поширення
Цей вид зустрічається в колумбійських Андах. Живе у високогірних хмарних лісах. Мешкає на висотах між 2000 і 3300 м. Субанди (2,200—2,350 м) характеризуються високими деревами (≤35 м), нерозвиненою рослинністю і невеликою кількістю епіфітів. Дерева купкуються і часто концентруються навколо джерел води. Cecropia teleincana є домінуючим видом дерев. Високогірні андські ліси (2,350-3,500 м), класифікуються як хмарні ліси і мають численні судинні епіфіти, але мало судинних рослин. Є два основні шари дерев (5-15 м і 20-25 м) у хмарному лісі. Підлісок включає рід Cyathea і вид Ceroxylon quindiuense і досягає висоти ≤5 м. 

## Морфологія
Розрізнення. S. pucheranii може бути симпатричних з Sciurus granatensis в частині ареалу. Загальна довжина S. pucheranii (324-341 мм) менше, ніж у S. granatensis (330-520 мм) і йому не вистачає сильного вливання червоного забарвлення, що є на хутрі S. granatensis. 
S. pucheranii — невелика деревна вивірка, близько 140 мм від кінчика носа до основи хвоста. Хвіст довжиною близько 120 мм. Діапазони (по 54 зразкам) зовнішніх вимірювань (мм): загальна довжина, 258-350, довжина хвоста, 119-160, довжина задніх ступнів, 35-48. Записані ваги включають 100 г, 136 г та 141 г.
S. pucheranii має червонувато-коричневе хутро на спині, сіре або жовте хутро на череві, темна бічна смуга утворена волоссям із темними кінчиками розділяє хутро спини від хутра черева. Деякі особини, особливо тварини південного ареалу виду, можуть продемонструвати темну серединну спинну лінію. Волосся хвоста зверху чорні з білими кінчиками, волосся хвоста знизу від сірого до чорного кольору з білими кінчиками. Деякі індивідуми мають плями чорної шерсті на задній частині маківки. Хутро тіла м'який і густий, вуха рідко опушені. Має 6 парних молочних залоз. Зубна формула: i 1/1, c 0/0, p 1/1, m 3/3 = 20. 

## Поведінка
S. pucheranii — денний вид.

## Загрози та охорона
Вирубка лісів у межах проживання С. pucheranii може негативно вплинути на цей вид у майбутньому. 